# Condado de Hendricks
O Condado de Hendricks é um dos 92 condados do estado norte-americano de Indiana. A sede do condado é Danville, que é também a sua maior cidade. O condado possui uma área de 1 059 km² (dos quais 1 km² estão cobertos por água), uma população de 145448 habitantes, e uma densidade populacional de 137 hab/km² (segundo o censo nacional de 2010). O condado foi fundado em 1824.